# 何偃
何 偃（か えん、義熙9年（413年）- 大明2年5月5日（458年6月2日））は、南朝宋の官僚・政治家。字は仲弘。本貫は廬江郡灊県。高祖父は何準（何充の弟）。曾祖父は何惔。祖父は何叔度。父は何尚之。

## 経歴
何尚之の次男として生まれた。はじめ南豫州に召されて議曹従事となった。秀才に挙げられて、中軍参軍に任じられ、臨川王劉義慶の下で平西府主簿となった。建康に召還されて太子洗馬に任じられたが、受けなかった。元嘉19年（442年）、丹陽丞となった。後に廬陵王友・太子中舎人・中書郎・太子中庶子を歴任した。義陽王劉昶が東官郡太守に任じられると、何偃は義陽国の事務を代行した。元嘉29年（452年）、文帝が北伐の議論を起こしたが、何偃は国力の疲弊を訴えて反対した。始興王劉濬の下で征北長史・南東海郡太守に任じられた。
元嘉30年（453年）、劉劭が文帝を殺害して帝を称すると、何偃は侍中に任じられて、詔誥をつかさどった。当時は父の何尚之が司空・尚書令の高位にあり、父子ともに南朝の権力の中枢にあった。孝武帝が即位したが、何偃に対する厚遇は変わることなく、大司馬長史に任じられ、侍中・太子中庶子に任じられた。何偃は政策として農業の重視と行政事務の簡素化、官吏に対する考課の徹底を求めた。また玄学を好み、『荘子』逍遥遊篇に注釈した。後に驍騎将軍の号を受け、吏部尚書に転じた。
大明2年5月戊申（458年6月2日）、在官のまま死去した。享年は46。散騎常侍・金紫光禄大夫の位を追贈された。諡は靖子といった。
子に何戢があった。

## 伝記資料
- 『宋書』巻59 列伝第19
- 『南史』巻30 列伝第20